# Херманплац
Херманплац је станица подземног метроа и име трга у Нојкелну (Neukölln), осмом административном округу (Bezirk) Берлина. Обухвата простор између улица Карла Маркса, Урбанштрасе, Сунчеве Алеје (Sonnenallee) и Котбусер Дама, где се укрштају линије U7 и U8. Станица има импозантне размере, посебно доња станица линије U7: дужине је 132 m, широка 22 m и висока чак 7 m. На овој станици је први пут употребљено покретно степениште.

## Историја
Станица Херманплац је први пут отворена 11. априла 1926. заједно са остатком новоизграђене линије између станица Хазенхајде и Бергштрасе, које су данас станице U7. Друга платформа, изграђена изнад оригиналне, отворена је 17. јула 1927. да служи ономе што је сада линија U8. Архитекте станице су били Алфред Гренандер и Алфред Фесе. Станица је била прва на берлинској мрежи која је опремљена покретним степеницама, које су повезивале две платформе.
До 1930. трамвајске линије су биле присутне на свим улицама које су се спајале на Херманплац, а опслуживало га је најмање 15 одвојених рута. У наредним годинама, међутим, дошло је до постепеног смањења трамвајске понуде у бившем Западном Берлину, а последњи трамвај је саобраћао до Херманплаца 1. октобра 1964.
Данас је средиште активности у једном од најгушће насељених области Берлина. Због тога је задржао статус транспортног чворишта, а опслужује га пет аутобуских линија током дана (од којих две саобраћају непрекидно) и четири линије ноћу. На U7 следећа станица је Ратхаус Нојкелн или Судштерн. На U8 следећа станица је Schönleinstraße или Boddinstraße. Смештен на крајњем југоисточном углу уже градске четврти Кројцберг, трг се сматрао и још увек се сматра капијом за Нојкелн.